# マダガスカルミフウズラ

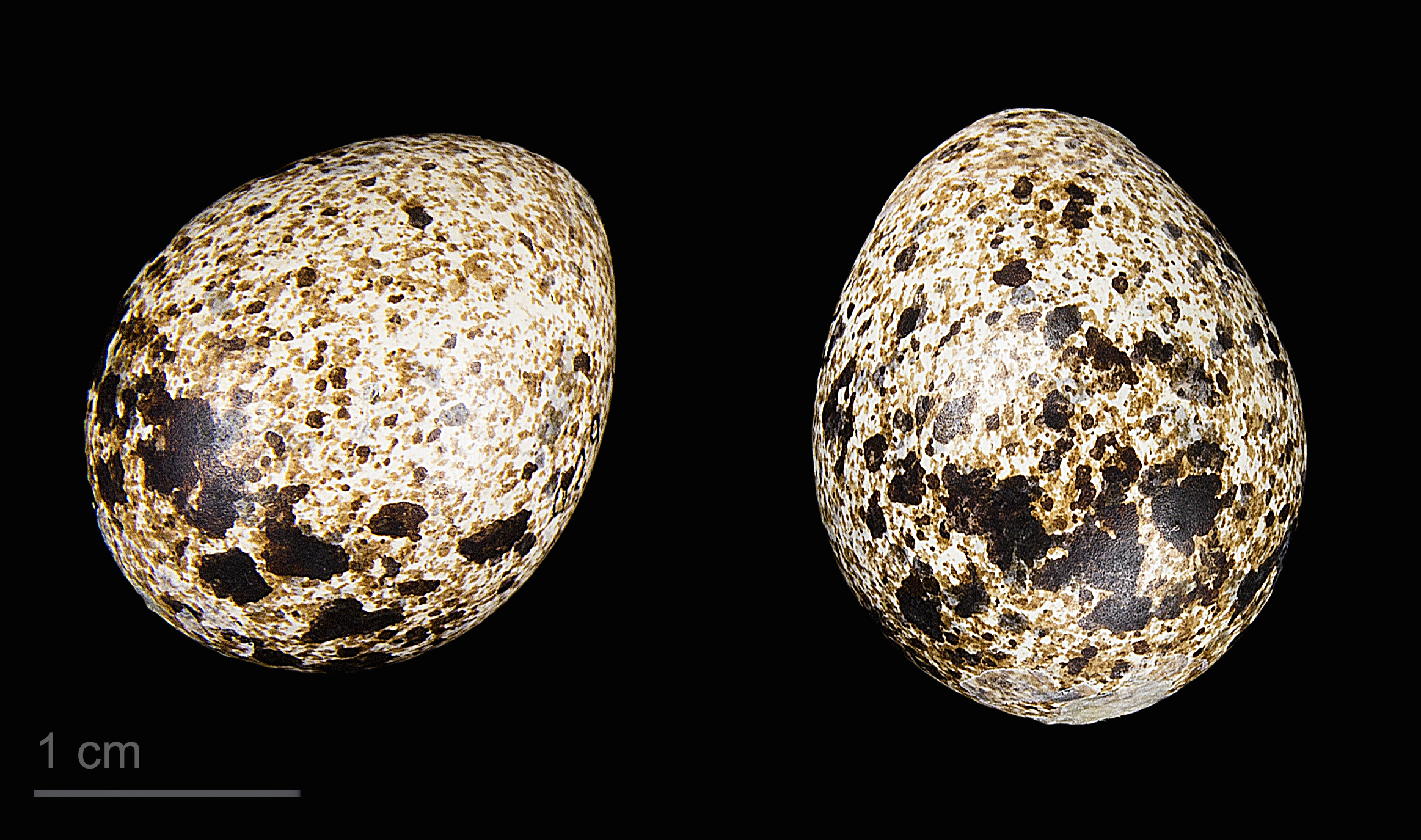
Turnix nigricollis

マダガスカルミフウズラ（まだがすかる三斑鶉、学名:Turnix nigricollis）は、ツル目ミフウズラ科に分類される鳥類の一種である。

## 分布
マダガスカル固有種。

## 形態
全長15-18cm。ほぼスズメ大。雌は体の上面は褐色で、胸から腹にかけての体の下面は灰色である。肩と脇は赤褐色で喉は黒い。雄は全体的に淡色で、喉は白っぽい。虹彩は黄色で嘴は青灰色である。

## 生態
地表棲。海抜1900mまでの草地や灌木林などに生息する。小さな群れを作り、地面を歩きながら餌を探す。敵に遭遇すると、素早く走って逃げる。
昆虫類や植物の種子を食べる。